# One and Eight
One and Eight (一個和八個T, 一个和八个S, Yīge hé bāgeP) è un film del 1983 diretto da Zhang Junzhao.
Il direttore della fotografia è Zhang Yimou. Il protagonista è l'attore Chen Daoming. Il film è basato sul poema epico di Guo Xiaochuan.

## Trama
Tre ladri, una spia e un proprietario terriero sono prigionieri dell'Armata dell'Ottava Strada, in marcia per difendersi dal potente attacco delle forze imperialiste giapponesi durante la seconda guerra sino-giapponese. A questo manipolo di prigionieri si aggiunge un ufficiale dell'esercito comunista, bollato a torto di deviazionismo. Il drappello cinese, durante i suoi peregrinaggi in fuga dall'armata del Sol Levante, si imbatte in villaggi rasi al suolo e in veri e propri eccidi, fino all'inevitabile scontro frontale che costringerà alla liberazione dei criminali che combatteranno per la difesa della causa comunista.

## Produzione
One and Eight costituisce l'inizio di una collaborazione tra i diplomati del 1982 alla Beijing Film Academy. Come tale è spesso considerato uno dei primi film a muoversi verso la mentalità più artistica e sperimentale. In Particolare, l'attenzione del film su aspetti umani e conflitti personali mette in scena un cambiamento che si allontana dai film di propaganda tipici del periodo della Rivoluzione Culturale.
(Zhang Junzhao, TIFF, 1988)

## Distribuzione
Il film, in Italia, venne presentato in concorso al 6º Torino Film Festival, nel 1988.